# アリスJAPAN
アリスJAPAN（アリスジャパン）は、日本のアダルトビデオメーカーである。ジャパンホームビデオグループ内メーカーのEROTICAについてもここにまとめる。

## 概要
ジャパンホームビデオ株式会社（JHV）のアダルトビデオ制作レーベルで、JHVからは独立したメディア展開を行っている。沿革等については「ジャパンホームビデオ」の項目を参照。
1986年4月に立ち上げられた。美少女レーベルというコンセプトを表すため、母体の会社からとった『JAPAN』の前に美少女の象徴的な名前として『アリス』をつけた。アリスJAPANで新人デビューした女優の第一号は、『夏色天使』（1988年8月）の香取歩美。朝岡実嶺（1991年6月）のデビューで方向性が定まり、美少女路線に舵を切る。
1980年代のAV黎明期は性器修正＝モザイク処理が一般的ではなかったため、多様な映像処理をしていたことでも知られており、「フラッシュパラダイス」シリーズでは陰毛に白い粉を振り、そこに強い光を当ててハレーションを起こす物理的なぼかし効果をかけ、「ザ・バイブル」シリーズでは輪郭内部をクロマキー合成処理することで人気を得た。
公式ホームページでは1995年2月にJHVで発足のレーベル「EROTICA」も扱っている。EROTICAは2010年1月にリニューアルした。コンセプトは「全員参加型」。リニューアル後は絵色千佳、愛澄玲花、茜笑美がデビューした。
2000年に入って、企画単体女優がブームになると専属女優作品のみできたアリスジャパンの苦悩と模索が始まる。2022年時点では派生したレーベルはすべて「アリスJAPAN」に統一。川上奈々美の引退後は専属女優のいない状態となるが、女優の魅力を引き出す作品作りに重きを置いている。

## 主なシリーズ
アリスJAPAN
- アリスピンクファイル
- 終わらない〇〇〇〇
- 逆ソープ天国
- 素人ギャルズ[LEVEL A]
- 素人マダムズ[LEVEL A]
- 出会って〇秒で合体
- 人間廃業
- 復刻
- フラッシュバック
- フラッシュパラダイス
- ボッキー
- 女尻
- レイプ狂い
- 人間廃業×○○○○

EROTICA
- あなた専用のティッシュになります
- すぐに破れるコンドーム
- 抜かずの14発中出し

## 出演女優一覧
太字はリリース継続者、EROTICA出演者もまとめる。

### あ行
- 愛内希（あいうち のぞみ、2012年4月27日 - 8月24日）
- AIKA（あいか、2011年9月23日）
- 愛花沙也（あいか さや、2012年1月27日）
- 愛川みう（あいかわ みう、2009年9月 - 2010年2月）デビュー
- あいかわゆら（2007年8月 - ）デビュー
- 愛澄玲花（あいずみ れいか、2010年9月24日EROTICAから「りょうこ」名義でデビュー - 2011年4月22日）
- 相田すみれ（あいだ すみれ、2004年1月 - ）デビュー
- 愛音まひろ（あいね まひろ、2010年4月23日 - 2011年6月24日）
- 愛原さえ（あいはら さえ、2011年3月25日 - 2012年8月24日）
- 愛璃みい（あいり みい、2010年2月26日）
- 蒼井そら（あおい そら、2002年7月 - 2005年7月22日）デビュー
- 葵つかさ（あおい つかさ、2010年10月8日AVデビュー - 2015年5月22日）
- 茜笑美（あかね えみ、2010年10月22日EROTICAからAVデビュー）
- 秋菜里子（あきな りこ、1999年7月 - ）デビュー
- 秋元美由（あきもと みゆ、2010年2月26日）
- 朝岡実嶺（あさおか みれい、1991年6月28日AVデビュー - 1993年3月26日）引退
- 朝香涼（あさか りょう、2010年8月27日）
- 麻倉憂（あさくら ゆう、2010年2月26日 - 2011年6月24日）
- 浅乃ハルミ（あさの はるみ、2012年2月24日）
- 朝日奈あかり（あさひな あかり、2008年12月12日AVデビュー -2014年1月24日）
- 麻美ゆま（あさみ ゆま、2005年10月28日 - 2013年5月24日）デビュー
- 芦名未帆（あしな まほ、2012年3月23日）
- あづみ（2010年4月23日 - 2012年8月24日）
- 雨宮琴音（あまみや ことね、2011年10月28日）
- 天海麗（あまみ れい、2005年10月21日 - 2007年1月26日）
- 綾瀬美音（あやせ みおん、2007年6月 - ）デビュー
- 綾瀬れん（あやせ れん、2012年9月28日）
- 彩名杏子（あやな きょうこ、2001年8月 - ）デビュー
- 彩音さくら（あやね さくら、2011年1月28日 - 2012年8月24日）
- 綾乃（あやの、1993年4月16日 - 6月11日）
- 鮎川あみ（あゆかわ あみ、2001年4月20日 - 7月24日）
- 有村千佳（ありむら ちか、2012年1月27日）
- 安西美穂（あんざい みほ、2004年7月 - ）デビュー
- 泉麻那（いずみ まな、2010年4月23日）
- 板野有紀（いたの ゆうき、2012年12月28日）
- 伊東エリ（いとう えり、2008年7月 - ）
- 伊東紅（いとう べに、2013年8月9日AVデビュー - 2014年6月27日）
- 稲見亜矢（いなみ あや、2010年2月26日）
- 井上詩織（いのうえ しおり、1998年8月28日 - 9月18日）
- 今井ひろの（いまい ひろの、2009年4月 - ）デビュー
- 宇佐美なな（うさみ なな、2012年7月27日 - 9月28日）
- 卯月麻衣（うづき まい、2009年6月12日AVデビュー - 10月9日）
- うるや真帆（うるや まほ、2011年3月11日AVデビュー - 11月11日）
- 絵色千佳（えいろ ちか、2010年5月28日EROTICAにてAVデビュー - 2012年10月26日）
- 及川奈央（おいかわ なお、2000年12月22日 - 2002年1月18日）
- 大沢美加（おおさわ みか、2010年5月28日 - 6月25日）
- 大城かえで（おおしろ かえで、2011年2月25日）
- 大槻ひびき（おおつき ひびき、2011年10月28日 - 2012年10月26日）
- 大堀香奈（おおほり かな、2010年12月24日 - 2012年10月26日）
- 奥田咲（おくだ さき、2011年6月10日AVデビュー - 2013年1月11日）
- 小沢なつき（おざわ なつき、2004年4月 - ）デビュー
- 織田真子（おだ まこ、2010年8月デビュー - 2011年7月22日）
- 音羽レオン（おとわ れおん、2010年7月23日）

### か行
- KAORI（かおり、2013年1月25日）
- 柏木ゆり（かしわぎ ゆり、2011年11月23日）
- 和葉みれい（かずは みれい、2010年5月28日 - 2011年6月24日）
- かすみりさ（2012年10月26日）
- 片桐りの（かたぎり りの、2010年3月26日）
- 加藤なつみ（かとう なつみ、2011年11月23日 - 2012年10月26日）
- 金沢文子（かなざわ ぶんこ、1999年1月 - ）
- かなた美緒（かなた みお、2010年12月24日）
- 加納瑞穂（かのう みずほ、1996年12月27日 - 1999年3月26日）
- 川上奈々美（かわかみ ななみ、2012年1月13日AVデビュー - ）
- 川浜なつみ（かわはま なつみ、1996年9月25日 - 1998年9月25日）
- 菅野さゆき（かんの さゆき、2010年3月12日AVデビュー - 10月22日）
- 管野しずか（かんの しずか、2012年7月23日 - 10月26日）
- 妃すみれ（きさき すみれ、2007年8月 - ）デビュー
- 妃悠愛（きさき ゆあ、2010年5月28日）
- 希志あいの（きし あいの、2008年2月 - ）デビュー
- 希志真理子 （きし まりこ、1990年 - 、1996年再デビューしたが何時引退したのかは不明）
- 来生ひかり（きすぎ ひかり、2002年6月 - ）
- 北川エリカ（きたがわ えりか、2012年7月27日）
- 木下あずみ（きのした あずみ、2012年12月14日 - 2013年11月8日）デビュー
- 木下若菜（きのした わかな、2011年6月24日）
- 君矢摩子（きみや まこ、1993年7月23日 - 11月26日）
- 木村つな（きむら つな、2012年9月28日）
- 桐岡さつき（きりおか さつき、2011年2月25日）
- 桐生さくら（きりゅうさくら、2010年2月26日）
- 熊野ぷぅこ（くまの ぷぅこ、2000年03月 - ）デビュー
- 栗林里莉（くりばやし りり、2011年8月26日）
- 枢木みかん（くるるぎ みかん、2012年7月27日）
- 黒木いちか（くろき いちか、2012年2月24日）
- 黒木なほ（くろき なほ、2006年4月 - ）デビュー
- 黒沢愛（くろさわ あい、2001年4月 - ）
- 向坂美々（こうさか みみ、2006年8月 - ）デビュー
- 小嶋ジュンナ（こじま じゅんな、2012年6月22日）
- 小島みなみ（こじま みなみ、2011年7月8日AVデビュー - 2014年2月14日）
- 琥珀うた（こはく うた、2010年8月27日）
- 小橋咲（こはし さき、2012年10月26日）
- 小早川怜子（こばやかわ れいこ、2012年11月23日）
- 小林ひとみ（こばやし ひとみ、1986年10月 - 2009年12月）
- 小向美奈子（こむかい みなこ、2011年10月14日 - 2014年4月11日）デビュー
- 小室友里（こむろ ゆり、1998年1月23日 - 2002年10月25日）引退
- 小森愛（こもり あい、2011年12月9日 - 2014年5月23日）

### さ行
- 榊れいな（さかき れいな、2006年12月 - ）デビュー
- 佐倉カオリ（さくら かおり、2011年4月22日）
- 櫻井美優（さくらい みゆ、2007年1月 - ）デビュー
- 櫻井ゆうこ（さくらい ゆうこ、2010年2月26日）
- 桜りお（さくら りお、2010年7月23日 - 2011年6月24日）
- 佐々木はるか（ささき はるか、2011年8月26日）
- 佐々波 綾 （さざなみ あや、2016年12月 - ）デビュー
- さとう遥希（さとう はるき、2011年10月28日 - 2012年8月24日）
- 佐藤ローラ（さとう ろーら、2006年10月 - ）デビュー
- 紗奈（さな、2008年5月 - ）デビュー
- 佐山愛（さやま あい、2007年4月 - ）デビュー
- 沢木まりえ（さわき まりえ、1990年2月 - ）デビュー
- 椎名ひかる（しいな ひかる、2012年3月23日）
- 椎名舞（しいな まい、1998年4月 - ）デビュー
- 椎名みくる（しいな みくる、2012年6月22日）
- 椎名ゆな（しいな ゆな、2013年1月25日）
- 篠田ゆう（しのだ ゆう、2013年1月25日）
- 篠原奈美（しのはら  なみ、2011年3月25日）
- 篠原もえ（しのはら もえ、2005年6月 - ）デビュー
- JULIA（じゅりあ、2010年11月26日）
- 庄司みゆき（しょうじ みゆき、1989年1月 - ）
- 白石美咲（しらいし さき、2009年10月 - ）デビュー
- 白石ひとみ（しらいし ひとみ、1991年9月27日 - 1992年8月7日）
- 白川ゆり（しらかわ ゆり、2009年8月 - ）デビュー
- 鈴香音色（すずか ねいろ、2011年4月22日）
- 鈴木ありす（すずき ありす、2011年11月25日 - 2012年10月26日）
- 鈴音りおな（すずね りおな、2010年4月23日 - 10月22日）
- 春原未来（すのはら みき、2012年12月28日）
- 芹沢ゆい（せりざわ ゆい、2011年1月14日AVデビュー - 8月12日）
- 芹沢恋（せりざわ れん、2007年12月 - 2009年9月）デビュー

### た・な・は行
- 高城ゆい（たかしろ ゆい、2010年2月26日）
- 滝沢ひかる（たきざわ ひかる、2010年4月9日AVデビュー - 10月8日）
- 橘いずみ（たちばな いずみ、2009年2月 - 2009年6月）デビュー
- 橘くらら（たちばな くらら、2007年7月 - 2007年11月）
- 辰巳ゆい（たつみ ゆい、2008年1月11日AVデビュー - 2015年1月23日）引退
- 橘ひなた（たちばな ひなた、2010年8月27日）
- 橘ゆめみ（たちばな ゆめみ、2010年2月26日）
- 知花メイサ（ちばな めいさ、2012年10月12日 - 2013年1月11日）デビュー
- つぼみ（2012年6月25日 - 10月26日）
- 友田彩也香（ともだ あやか、2011年7月22日 - 2012年8月24日）
- 豊丸（とよまる、1988年9月 - ）
- 永井すみれ（2017年10月2日 - 12月4日）
- 長澤あずさ（ながさわ あずさ、2012年5月25日）
- 長澤えりな（ながさわ えりな、2013年11月8日AVデビュー - ）
- 永沢まおみ（ながさわ まおみ、2011年12月23日）
- 長瀬愛（ながせ あい、1999年8月1日 - 2003年11月21日） 引退
- 七海なな（ななうみ なな、2007年10月12日AVデビュー - 2011年11月25日）引退
- 成田愛（なりた あい、2014年1月10 - 2014年9月12日）
- 新山かえで（にいやま かえで、2012年11月23日）
- 西尾かおり（にしお かおり、2012年4月27日）
- 仁科百華（にしな ももか、2011年2月25日）
- 萩原舞（はぎわら まい、2004年2月27日AVデビュー - 2006年3月17日）
- 羽柴ルミ （はしば　るみ、1995年2月10日 - ）デビュー
- 蓮美カレン（はすみ かれん、2007年12月 - ）デビュー
- 長谷川しずく（はせがわ しずく、2011年5月27日）
- 羽月希（はづき のぞみ、2011年4月22日 - 2012年8月24日）
- 初美沙希（はつみ さき、2012年12月28日）
- 花美ひな（はなみ ひな、2009年3月 - ）デビュー
- 原更紗（はら さらさ、2007年3月 - ）デビュー
- 遥花しいな（はるか しいな、2012年5月25日）
- 晴海カンナ（はるみ かんな、2010年2月26日）
- 平井七菜子（ひらい ななこ、2011年4月8日AVデビュー - 9月9日）
- 深田美穂（ふかだ みほ、1999年10月 - ）デビュー
- 藤森ねね（ふじもり ねね、2006年6月 - ）デビュー
- ベティ・リン（べてぃ りん、2007年11月 - ）デビュー
- 宝月ひかる（ほうづき ひかる、2003年8月 - ）デビュー
- 星島ちさ（ほしじま ちさ、2010年2月26日）
- 星野彩（ほしの あや、2007年10月 - ）デビュー
- 星野くるみ（ほしの くるみ、2001年10月26日 - 2002年2月26日）
- ほしのまき（2007年5月 - ）デビュー

### ま行
- 眞木あずさ（まき あずさ、2011年7月22日 - 2012年10月26日）
- 松浦ひろみ（まつうら ひろみ、2010年2月 - ）
- 松生彩（まつき あや、2008年8月 - ）
- 松下ひかり（まつした ひかり、2012年8月24日）
- 松島かえで（まつしま かえで、2003年12月19日 - 2007年11月9日）
- 松すみれ（まつ すみれ、2010年11月26日 - 2012年8月24日）
- 黛ミキ（まゆずみ みき、1993年5月 - ）
- まりか（2010年7月23日 - 10月22日）
- 茉莉花（まりか、2010年4月23日 - 2012年8月24日）
- 真梨邑ケイ（まりむら けい、2009年9月25日AVデビュー - ）
- 三浦あいか（みうら あいか、1997年10月17日 - 12月19日）
- 美上セリ（みかみ せり、2006年11月 - ）デビュー
- 美里有紗（みさと ありさ、2013-9-13日AVデビュー - 2014年12月26日）
- 水沢真樹（みずさわ まき、2009年1月 - ）デビュー
- 美竹涼子（みたけ りょうこ、2002年1月25日マックス・エーとこちらが先の交互リリースでAVデビュー - 2004年5月21日）
- みづなれい（2008年7月 - ）デビュー
- 皆野あい（みなの あい、2015年10月AVデビュー - 2016年9月(移籍)）
- 南野あかり（みなみの あかり、2011年3月25日）
- 南梨央奈（みなみ りおな、2012年3月23日）
- 源すず（みなもと すず、2011年5月27日）
- みひろ（2005年1月28日AVデビュー - 2007年5月25日）
- 美森ここ（みもり ここ、2004年11月 - ）デビュー
- 宮路ナオミ（みやじ なおみ、2006年1月 - ）
- 宮地由梨香（みやぢ ゆりか、2012年11月23日）
- 宮瀬リコ（みやせ りこ、2011年9月23日）
- 美雪ありす（みゆき ありす、2010年12月10日AVデビュー - 2012年8月10日）
- モカ（2010年3月26日）
- 持田百恵（もちだ ももえ、2010年2月26日）
- 望月ちひろ（もちづき ちひろ、2010年7月9日AVデビュー - 12月10日）
- 百花エミリ（ももか えみり、2011年5月27日）
- 百咲ひなの（ももさき ひなの、2007年7月 - ）デビュー
- 森川真羽（もりかわ まう、2012年9月28日）
- 森ななこ（もり ななこ、2011年7月22日）

### や・ら・わ行
- やまぐちりこ（2010年8月27日AVデビュー - 12月24日）
- 優希まこと（ゆうき まこと、2010年9月1日ムーディーズと同時AVデビュー - 2012年3月23日）
- 吉沢明歩（よしざわ あきほ、2003年3月 - ）デビュー
- RUMIKA（るみか、2010年2月26日 - 5月28日）
- 若菜瀬奈（わかな せな、1997年5月 - ）デビュー
- 若菜ひかる（わかな ひかる、2006年2月 - ）デビュー

## アリスた〜ず★
2011年10月に結成された、様々な活動を行う専属女優のユニット。()内はキャッチフレーズ・色・担当。正式な加入発表は無いものの、専属女優がイベントに参加している事がある。近年は活動しておらず、解散報告もされていない。

### メンバー
2011年10月 - 
- 優希まこと（3C ブルー 万能）:AV一時引退後も、オブザーバー的存在で歌などに参加。

2011年10月 - 2012年3月
- 朝日奈あかり（世界を照らす太陽 オレンジ リーダー）
- 美雪ありす（癒しの女神 ホワイト 麗嬢）

2011年10月 - 2014年5月
- 奥田咲（おっぱいは正義 イエロー 巨乳）
- 小島みなみ（真★美少女 ピンク 新星）

2011年10月 - 2015年1月
- 辰巳ゆい（アジアに羽ばたく美尻クイーン グリーン 姉さん）

2011年10月 - 2015年5月
- 葵つかさ（日本一制服の似合う絶対少女 レッド エース）

2012年4月 - 
- 川上奈々美（熱血美少女 アクア 元気）

### 作品
DVD
- ドキドキ!アリスた〜ず★vol.1
- 満開アリスた〜ず★（2012年9月14日）

歌
「ラブリーエンジェルアリスた〜ず★」（2012年9月28日、ALICE WEB先行販売）
メディア活動
- アリスた～ず★のどっち?ザ・ベスト（2011年10月3日 - 東京スポーツ）
- 博多華丸・大吉のアリスた〜ず★最前線!（2011年10月5日 - 2012年9月26日、ラジオ大阪）
- 胸キュン!アリスたーず★（2011年10月16日 - 2012年3月18日、エンタ!371）
- ドキドキ!アリスた〜ず★（2012年4月17日 - 10月20日、エンタ!371[注 1]）